# Atriftaloïde

Atriftaloïde en en.

De atriftaloïde is een wiskundige kromme met in cartesiaanse coördinaten de vergelijking :
{\displaystyle x^{4}(x^{2}+y^{2})-(ax^{2}-b)^{2}=0}
waarin {\displaystyle a} en {\displaystyle b} strikt positieve getallen voorstellen.